# NASCAR Heat
NASCAR Heat is een computerspel dat werd uitgegeven door Hasbro Interactive. voor het platform Sony PlayStation. Het spel, ontwikkeld door Monster Games, werd uitgebracht in 2000 voor Microsoft Windows en Sony PlayStation. Het spel kent de volgende modi: Single Race, Championship Season, Race the Pro en Beat the Heat Challenge.

## Ontvangst
| Beoordeeld door                | Platform    | Jaar | Score |
| ------------------------------ | ----------- | ---- | ----- |
| IGN                            | Windows     | 2000 | 90%   |
| ActionTrip                     | Windows     | 2000 | 89%   |
| PSX Nation                     | PlayStation | 2000 | 82%   |
| IGN                            | PlayStation | 2000 | 80%   |
| GameGenie                      | Windows     | 2000 | 80%   |
| Game Over Online               | Windows     | 2000 | 78%   |
| GameSpot                       | Windows     | 2000 | 75%   |
| GameSpot                       | PlayStation | 2001 | 52%   |
| All Game Guide                 | Windows     | 2000 | 50%   |
| Adrenaline Vault, The (AVault) | PlayStation | 2001 | 40%   |